# Atletismo nos Jogos Pan-Americanos de 1983 - 100 m feminino
A prova dos 100 m feminino nos Jogos Pan-Americanos de 1983 foi realizada em Havana, Cuba.

## Medalhistas
| Ouro                        | Prata                                | Bronze                |
| Esmeralda Garcia BRA Brasil | Jackie Washington USA Estados Unidos | Luisa Ferrer CUB Cuba |

## Resultados
| Posição           | Nome              | Nacionalidade         | Tempo | Notas |
| ----------------- | ----------------- | --------------------- | ----- | ----- |
| Medalha de ouro   | Esmeralda Garcia  | BRA Brasil            | 11.31 |       |
| Medalha de prata  | Jackie Washington | USA Estados Unidos    | 11.33 |       |
| Medalha de bronze | Luisa Ferrer      | CUB Cuba              | 11.38 |       |
| 4                 | Shonel Ferguson   | BAH Bahamas           | 11.62 |       |
| 5                 | Ester Hope        | TRI Trinidad e Tobago | 11.63 |       |
| 6                 | Janice Bernard    | TRI Trinidad e Tobago | 11.73 |       |
| 7                 | Adriana Pero      | ARG Argentina         | 12.09 |       |